# Apterogaleruca uenoi
Apterogaleruca uenoi es un coleóptero de la familia Chrysomelidae.
Fue descrita científicamente por primera vez en 1969 por Kimoto.